# Weilerbach (Luxemburg)
Weilerbach (en luxemburguès: Weilerbaach; en alemany: Weilerbach) és una vila de la comuna de Berdorf situada al districte de Grevenmacher del cantó d'Echternach. Està a uns 31 km de distància de la ciutat de Luxemburg.

## Geografia
La vila està situada entre Bollendorf-Pont i Echternach, al marge dret del Sauer, un afluent del Mosel·la, que forma aquí la frontera amb Alemanya. Al davant, la riba alemanya del Sauer, està la ciutat alemanya de Bollendorf.
La vila és coneguda pel seu antic sanatori, l'Institut Héliar, fundat el1910 per Nicolas Neuens. Des de la dècada de 2000, l'edifici alberga els sol·licitants d'asil polític.